# Het grootste spektakel ter wereld
Het grootste spektakel ter wereld (ISBN 978-90-468-0651-7, originele titel: The Greatest Show on Earth: The Evidence for Evolution) is een boek van Richard Dawkins uit 2009 waarin hij wetenschappelijk bewijs voor evolutie presenteert. Daarnaast worden tegenargumenten gegeven voor creationistische argumenten en standpunten.
Het boek verscheen in september 2009. De Nederlandstalige vertaling is in oktober 2009 uitgebracht. Het jaar 2009 is tevens uitgeroepen tot Darwinjaar aangezien het 200 jaar na de geboorte van Charles Darwin is evenals 150 jaar na de publicatie van zijn werk De oorsprong der soorten.
Het boek is opgedragen aan Josh Timonen, webdesigner van de website van Richard Dawkins.